# Nereis monoceros
Nereis monoceros är en ringmaskart som beskrevs av Dalyell 1853. Nereis monoceros ingår i släktet Nereis och familjen Nereididae. Inga underarter finns listade i Catalogue of Life.